# کلودا راجرز
کلودا راجرز (انگلیسی: Clodagh Rodgers; ۵ مارس ۱۹۴۷ – ۱۸ آوریل ۲۰۲۵) خواننده، و بازیگر اهل ایرلند شمالی بود. وی بین سال‌های ۱۹۶۱ تا ۲۰۱۵ میلادی فعالیت می‌کرد.